# Brigachtal

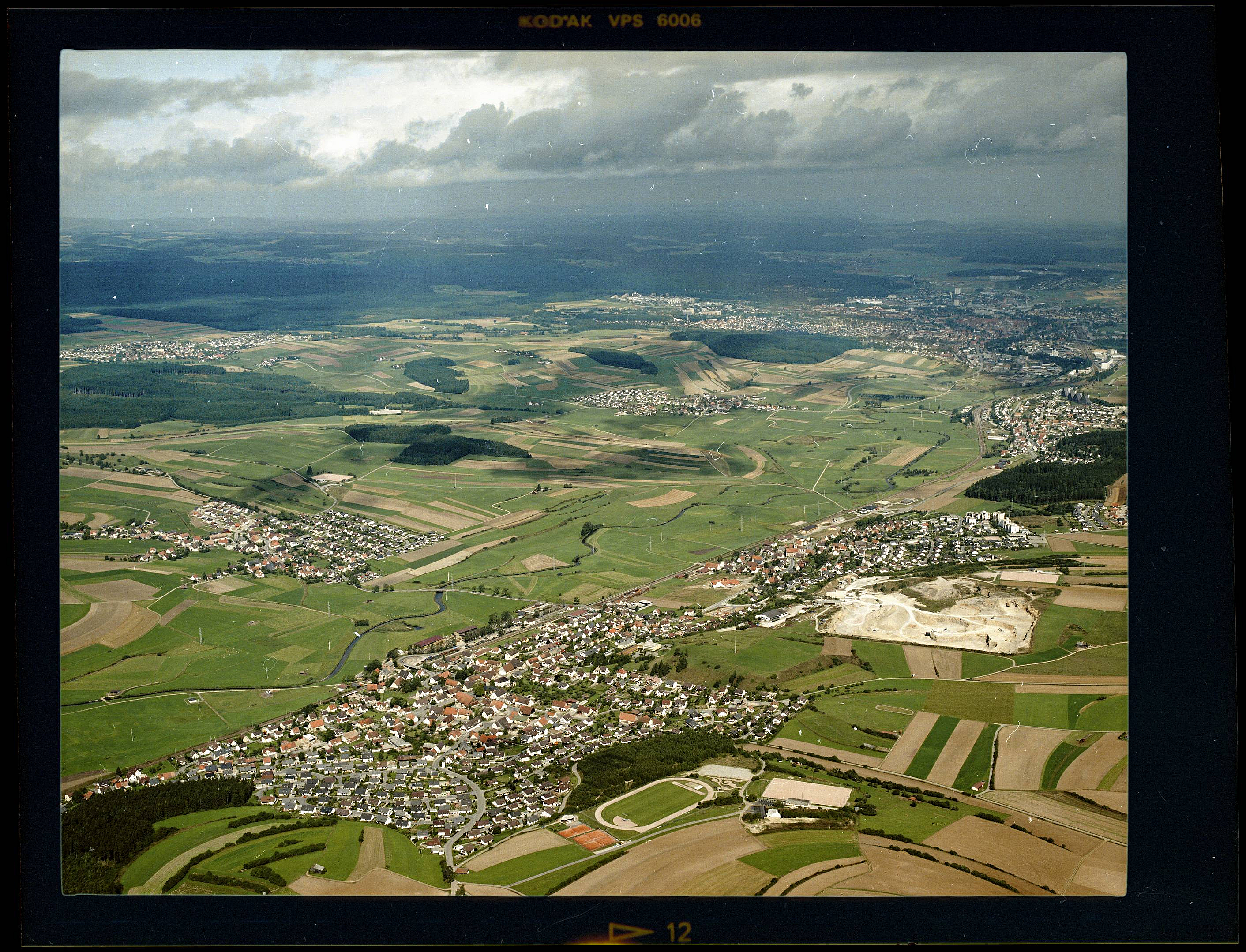
Luftbild von Brigachtal (1983)

Brigachtal ist eine Gemeinde im baden-württembergischen Schwarzwald-Baar-Kreis in Deutschland.

## Geographie

### Geographische Lage
Brigachtal liegt am Ostrand des Schwarzwalds im Tal der Brigach, einem Quellfluss der Donau, in 705 bis 790 Meter Höhe zwischen Villingen-Schwenningen und Donaueschingen. Durch die Gemeinde führt auch die Schwarzwaldbahn entlang der Brigach.

### Nachbargemeinden
Die Gemeinde liegt zentral im Schwarzwald-Baar-Kreis und grenzt im Norden und Westen an Villingen-Schwenningen, im Süden an Donaueschingen und im Osten an Bad Dürrheim.

### Gemeindegliederung
Die Gemeinde Brigachtal besteht aus den drei Ortsteilen Kirchdorf, Klengen und Überauchen. Die Ortsteile sind räumlich identisch mit den ehemaligen Gemeinden gleichen Namens und ihre offizielle Benennung erfolgt durch den Namen selbst. Zu den beiden Ortsteilen Kirchdorf und Überauchen gehören jeweils nur die gleichnamigen Dörfer und zum Ortsteil Klengen gehören das Dorf Klengen, der Weiler Beckhofen und die Häuser Ankenbuck. Der 793 erwähnte Ort Eiginhova war der ursprüngliche Name des heutigen Kirchdorf, welches erst um das Jahr 1200 auf Grund seiner Funktion als zentrales Kirchdorf für die umliegenden Ortschaften der Urmark Klengen seinen heutigen Namen erhielt.

### Schutzgebiete
Brigachtal hat Anteil an den Naturschutzgebieten Grüninger Ried und Plattenmoos. Die Brichach und das Plattenmoos gehören zum FFH-Gebiet Baar, Eschach und Südostschwarzwald. Die gesamte Gemeindefläche, bis auf die bebauten Bereiche, gehören überdies zum Vogelschutzgebiet Baar. Der westliche Teil der Gemeinde um Überauchen liegt außerdem im Naturpark Südschwarzwald.

## Geschichte
Gegründet wurde die Gemeinde im Rahmen der Verwaltungsreform in Baden-Württemberg am 1. Oktober 1974 aus den bis dahin selbständigen Gemeinden Kirchdorf, Klengen und Überauchen. Den Namen bekam sie von der Brigach, die durch die Gemeinde fließt.
Auf dem Staatlichen Hofgut Ankenbuck war in der Zeit der Weimarer Republik ein Arbeitslager für Jugendliche errichtet worden. Zu Beginn der NS-Zeit von 1933 bis 1934 wurde dort ein frühes Konzentrationslager für politische Häftlinge eingerichtet, die als Hitler-Gegner dort interniert wurden. Dorthin kamen auch der Mannheimer KPD-Landtagsabgeordnete Georg Lechleiter, der 1942 ermordet wurde, sowie der Freiburger SPD-Reichstagsabgeordnete Stefan Meier, der 1944 im KZ Mauthausen sein Leben verlor. Die Häftlinge wurden zu Feld- und Straßenarbeiten eingesetzt.

## Religion

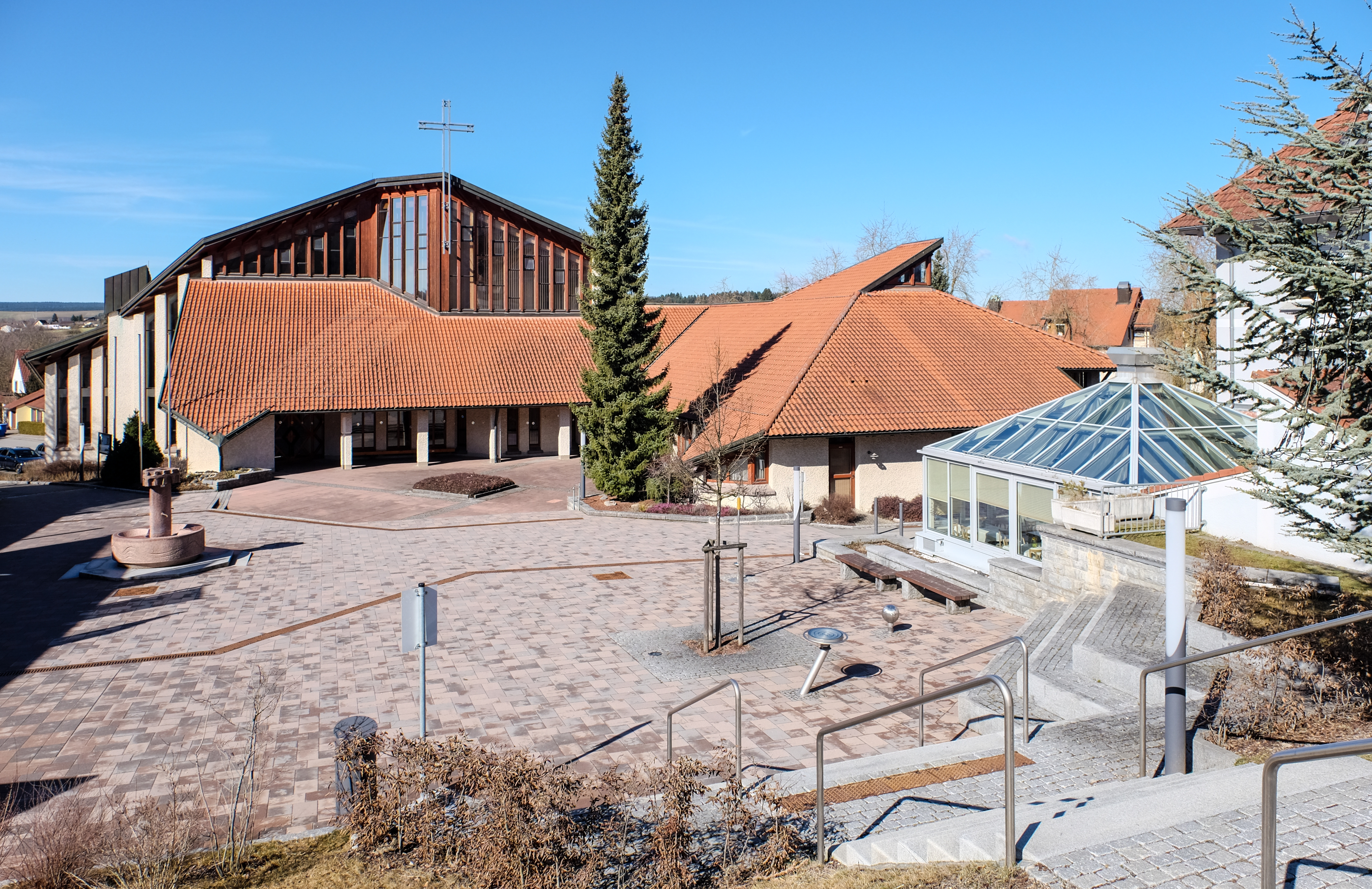
Allerheiligenkirche in Brigachtal-Kirchdorf

In Brigachtal bestehen je eine römisch-katholische und evangelische Kirchengemeinde.

## Politik

### Gemeinderat
Der Gemeinderat besteht in Brigachtal aus 14 gewählten ehrenamtlichen Gemeinderätinnen und -räten und dem Bürgermeister als Vorsitzendem. Der Bürgermeister ist im Gemeinderat stimmberechtigt. Die Kommunalwahl am 9. Juni 2024 führte zu folgendem amtlichen Endergebnis:
| Parteien und Wählergemeinschaften | Parteien und Wählergemeinschaften           | % 2024 | Sitze 2024 | % 2019 | Sitze 2019 | Kommunalwahl 2024 %403020100 33,8 %30,0 %4,8 %18,4 %13,0 % BICDUSPDPBUBGewinne und Verlusteim Vergleich zu 2019 %p 4 2 0 −2 −4 −6+1,7 %p+2,5 %p−4,9 %p−1,9 %p+2,6 %pBICDUSPDPBUB |
| BI                                | Bürgerinitiative Brigachtal                 | 33,8   | 5          | 32,1   | 5          | Kommunalwahl 2024 %403020100 33,8 %30,0 %4,8 %18,4 %13,0 % BICDUSPDPBUBGewinne und Verlusteim Vergleich zu 2019 %p 4 2 0 −2 −4 −6+1,7 %p+2,5 %p−4,9 %p−1,9 %p+2,6 %pBICDUSPDPBUB |
| CDU                               | Christlich Demokratische Union Deutschlands | 30,0   | 4          | 27,5   | 4          | Kommunalwahl 2024 %403020100 33,8 %30,0 %4,8 %18,4 %13,0 % BICDUSPDPBUBGewinne und Verlusteim Vergleich zu 2019 %p 4 2 0 −2 −4 −6+1,7 %p+2,5 %p−4,9 %p−1,9 %p+2,6 %pBICDUSPDPBUB |
| PB                                | Pro Brigachtal                              | 18,4   | 2          | 20,3   | 3          | Kommunalwahl 2024 %403020100 33,8 %30,0 %4,8 %18,4 %13,0 % BICDUSPDPBUBGewinne und Verlusteim Vergleich zu 2019 %p 4 2 0 −2 −4 −6+1,7 %p+2,5 %p−4,9 %p−1,9 %p+2,6 %pBICDUSPDPBUB |
| UB                                | Unabhängige Bürger                          | 13,0   | 2          | 10,4   | 1          | Kommunalwahl 2024 %403020100 33,8 %30,0 %4,8 %18,4 %13,0 % BICDUSPDPBUBGewinne und Verlusteim Vergleich zu 2019 %p 4 2 0 −2 −4 −6+1,7 %p+2,5 %p−4,9 %p−1,9 %p+2,6 %pBICDUSPDPBUB |
| SPD                               | Sozialdemokratische Partei Deutschlands     | 4,8    | 1          | 9,7    | 1          | Kommunalwahl 2024 %403020100 33,8 %30,0 %4,8 %18,4 %13,0 % BICDUSPDPBUBGewinne und Verlusteim Vergleich zu 2019 %p 4 2 0 −2 −4 −6+1,7 %p+2,5 %p−4,9 %p−1,9 %p+2,6 %pBICDUSPDPBUB |
| Gesamt                            | Gesamt                                      | 100    | 14         | 100    | 14         | Kommunalwahl 2024 %403020100 33,8 %30,0 %4,8 %18,4 %13,0 % BICDUSPDPBUBGewinne und Verlusteim Vergleich zu 2019 %p 4 2 0 −2 −4 −6+1,7 %p+2,5 %p−4,9 %p−1,9 %p+2,6 %pBICDUSPDPBUB |
| Wahlbeteiligung                   | Wahlbeteiligung                             | 68,6 % | 68,6 %     | 63,2 % | 63,2 %     | Kommunalwahl 2024 %403020100 33,8 %30,0 %4,8 %18,4 %13,0 % BICDUSPDPBUBGewinne und Verlusteim Vergleich zu 2019 %p 4 2 0 −2 −4 −6+1,7 %p+2,5 %p−4,9 %p−1,9 %p+2,6 %pBICDUSPDPBUB |

### Bürgermeister
- 1974–1990: Meinrad Belle, (CDU) (1943–2015)
- 1991–2010: Georg Lettner, verstorben am 26. September 2010 (CDU)
- seit Januar 2011: Michael Schmitt (CDU), er wurde im Dezember 2010 im ersten Wahlgang gewählt.[8] Am 28. Oktober 2018 wurde er mit 90,9 % der abgegebenen Stimmen wiedergewählt.[9]

### Wappen
| Wappen der Gemeinde Brigachtal | Blasonierung: „In Grün ein verbreiterter silberner (weißer) Schräglinksbalken, überdeckt mit einem aufgerichteten, rot bewehrten und rot bezungten schwarzen Bären.“ |
| Wappen der Gemeinde Brigachtal | Wappenbegründung: Am 1. Oktober 1974 wurden Kirchdorf, Klengen und Überauchen zur Gemeinde Brigachtal zusammengeschlossen. Alle drei Ortsteile hatten eigene Wappen. Kirchdorf führte das „redende“ Bild einer Kirche in seinem 1903 angenommenen Wappen. Das Wappen von Klengen wurde erst 1960 verliehen und trug mit Tanne und Ähren dem landwirtschaftlichen Charakter des Ortes Rechnung. Der Krummstab im 1902 beschafften Wappen von Überauchen weist auf ehemaligen Besitz mehrerer Klöster im Dorf hin. Als Wappen für die neue Gemeinde Brigachtal wählte man den silbernen Schräglinksbalken als Symbol für die Brigach und das grüne Feld für die ländliche Umgebung. Der Bär ist das Wappentier des Klosters St. Gallen. Es hatte Besitz in Kirchdorf und Klengen. Wappen und Flagge wurden am 27. Februar 1976 vom Landratsamt des Schwarzwald-Baar-Kreises verliehen. |

Wappen der Ortsteile

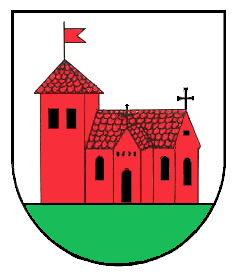
Kirchdorf
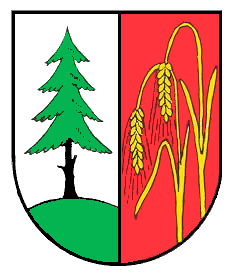
Klengen
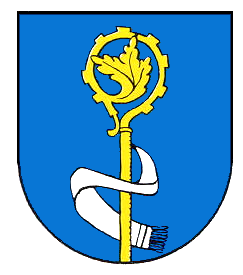
Überauchen

### Gemeindepartnerschaft
Brigachtal unterhält seit 1984 partnerschaftliche Beziehungen zu Essey-lès-Nancy in der Nähe von Nancy in Frankreich.

## Wirtschaft und Infrastruktur

### Verkehr

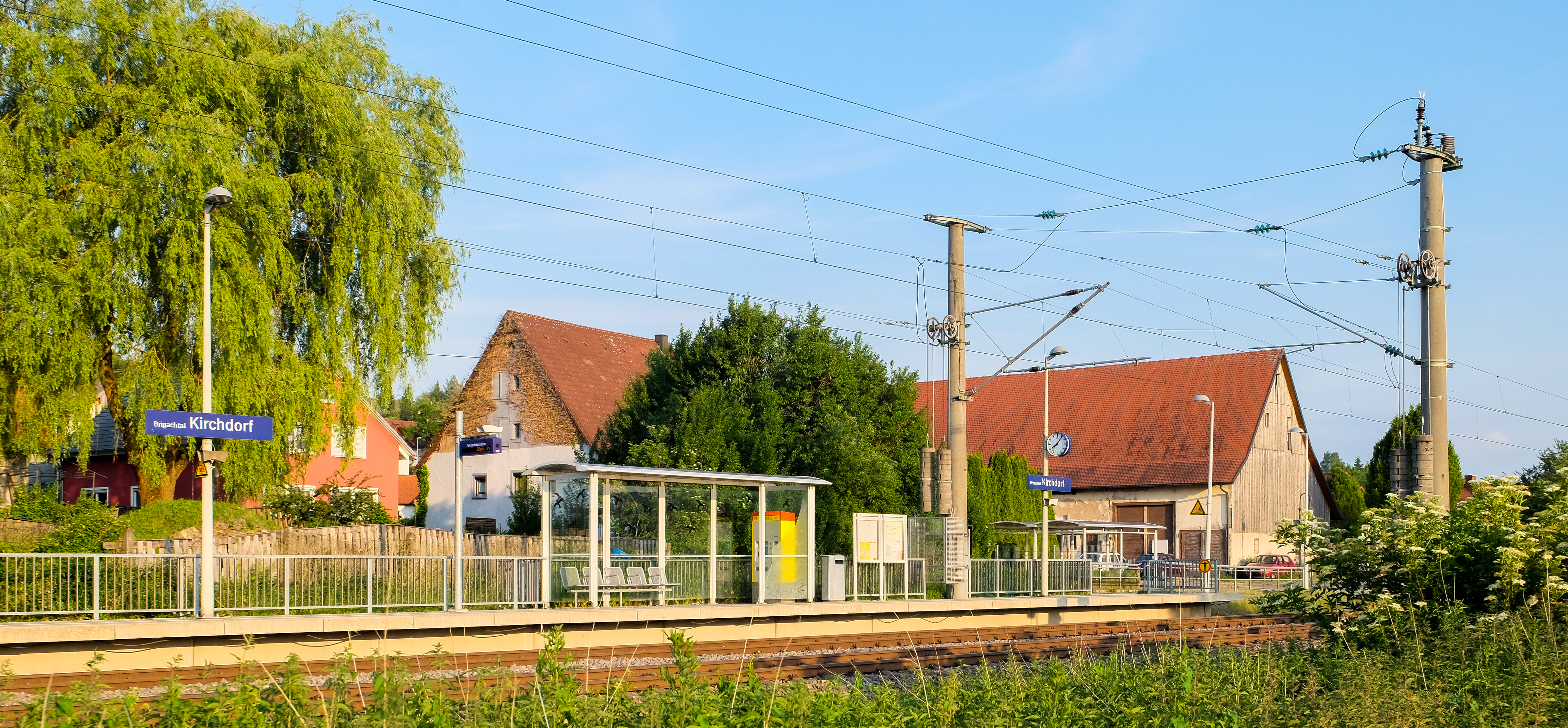
Haltepunkt Brigachtal-Kirchdorf

Brigachtal liegt an der Schwarzwaldbahn von Konstanz nach Offenburg und weiter Richtung Karlsruhe. Seit der Umsetzung des Ringzug-Konzepts 2003 ist die Gemeinde wieder an einen attraktiven Öffentlichen Nahverkehr angeschlossen. Der Ringzug verbindet seitdem die Haltepunkte Brigachtal-Klengen und Brigachtal-Kirchdorf untereinander und werktags mindestens stündlich mit Villingen, Donaueschingen und Bräunlingen. Die Gemeinde gehört dem Verkehrsverbund Schwarzwald-Baar an.
Durch eine Alltagsroute aus dem Radnetz Baden-Württemberg ist Brigachtal mit Villingen und mit Donaueschingen verbunden. 
Durch Brigachtal verläuft als Landes-Radfernweg der Schwarzwald-Panorama-Radweg. Er führt von Pforzheim, Freudenstadt und Schramberg (Stadtteil Sulgen) über Villingen und Bräunlingen Richtung Titisee-Neustadt und schließlich weiter nach Waldshut-Tiengen.
Der Heidelberg-Schwarzwald-Bodensee-Radweg führt von Heidelberg nach Radolfzell. Er verläuft auf seinem Weg von Rottweil kommend über Schwenningen und Donaueschingen Richtung Tengen und Singen durch das östliche Gemeindegebiet von Brigachtal.

### Bildung
Für die jüngsten Einwohner bestehen vier kommunale Kindertagesstätten (Am Gaisberg, Storchennest, Froschberg und Bondelbach).
In Klengen besteht eine Grundschule. Weiterführende Schulen (Realschulen und Gymnasien) befinden sich z. B. in Bad Dürrheim, Donaueschingen und Villingen-Schwenningen.

## Kultur und Sehenswürdigkeiten

### Kirchen

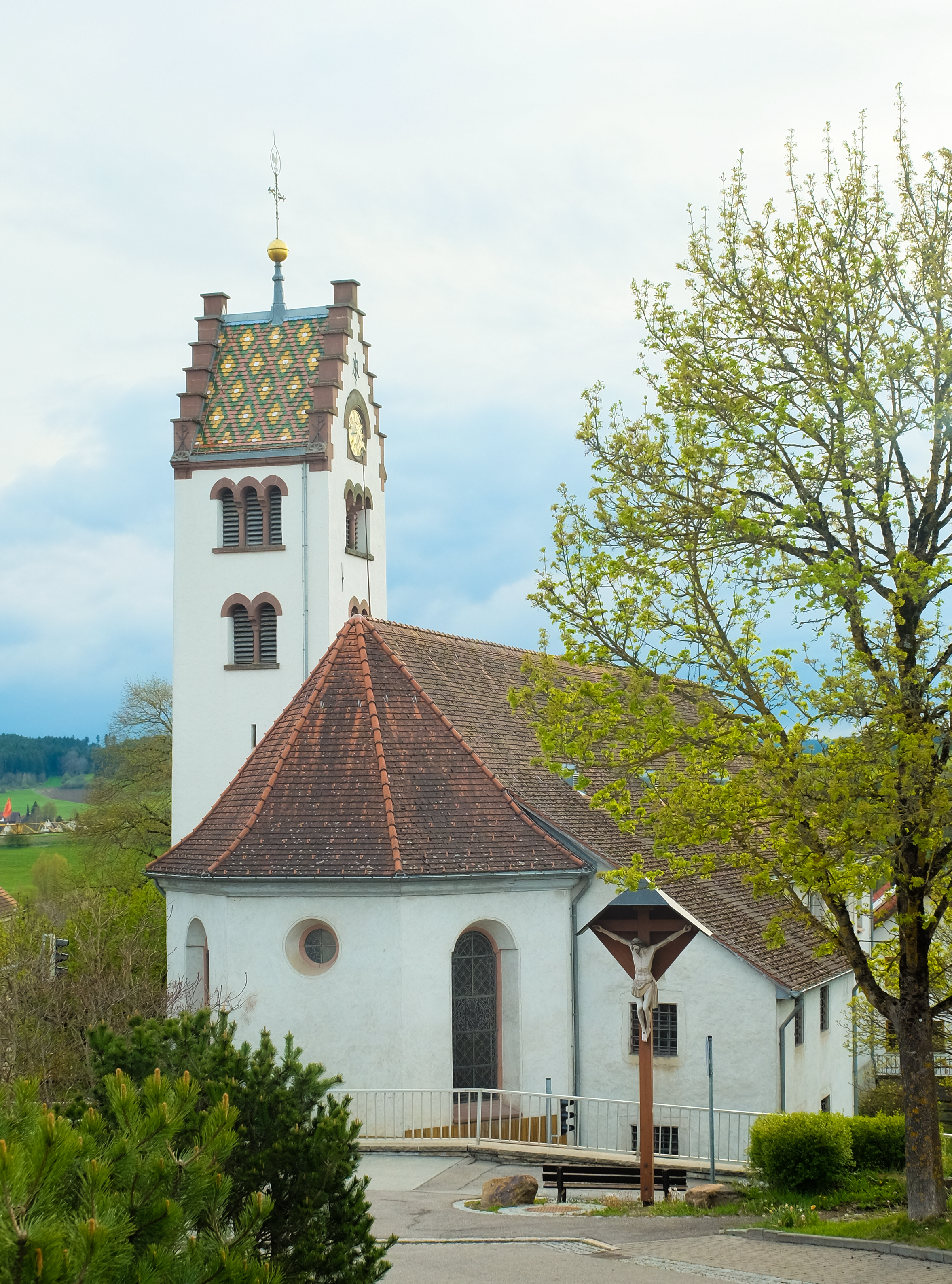
St. Martin

Alte Pfarrkirche St. Martin, Kirchdorf z. T. hochmittelalterlich.

### Museen
Im ehemaligen Schulhaus von Überauchen ist ein Heimatmuseum eingerichtet.

## Persönlichkeiten

### Söhne und Töchter der Gemeinde
- Johann Baptist Krebs (* 12. April 1774 in Überauchen; † 2. Oktober 1851 in Stuttgart), Opernsänger, Opernregisseur, Gesangspädagoge, Freimaurer und Schriftsteller